# Euryophion vexatious
Euryophion vexatious là một loài tò vò trong họ Ichneumonidae.